# 北斗保甲事務所
北斗保甲事務所是中華民國彰化縣北斗鎮的一處衙署，建於1936年。2009年6月15日，被公告為縣定古蹟。